# Хайнрих VI (Шварцбург)
Хайнрих VI фон Шварцбург (на немски: Heinrich VI von Schwarzburg; † ок. 19 септември 1293) е граф на Шварцбург.
Той е син на граф Гюнтер IX фон Шварцбург-Бланкенбург († 1289) и първата му съпруга Ирмгард.
Баща му се жени втори път на 22 ноември 1283 г. за принцеса Хелена фон Саксония-Лауенбург († сл. 1332).
Брат е на Албрехт IV († 1327), гранд приор на Йоанитския орден на Йерусалим в Германия, и Гюнтер XII († 1308), граф на Шварцбург.

## Фамилия
Хайнрих VI фон Шварцбург се жени за Ода (Ута) фон Кверфурт († 1 април 1346). Те имат една дъщеря:
- Агнес фон Шварцбург († сл. 6 януари 1331), омъжена 1323 г. за бургграф Ото II фон Кирхберг-Виндберг († 22 юни 1328/ок. 1330), син на бургграф Ото IV (I) фон Кирхберг († сл. 21 март 1308).

Вдовицата му Ода фон Кверфурт се омъжва втори път сл. 18 септември 1296 г. за граф Хайнрих VII фон Шварцбург-Бланкенбург († 1324).